# Donna dagli occhi azzurri
Donna dagli occhi azzurri è un dipinto a olio su tela (81 x54 cm) realizzato nel 1918 dal pittore italiano Amedeo Modigliani.
È conservato presso il Museo d'arte Moderna de la Ville di Parigi.
La modella di questo dipinto, sconosciuta, posa su uno sfondo costituito da varie tonalità tra il grigio e l'azzurro che definiscono il volume dell'infisso alle sue spalle. L'aspetto della ragazza, comunque, ricorda quello di Jeanne Hébuterne, in particolare per l'azzurro degli occhi e la capigliatura castana.
Da notare il tratto essenziale e allungato che contribuisce a formare la volumetria della figura.